# 橋姫 (源氏物語)
| 源氏物語五十四帖 |        |    |        |
| 各帖のあらすじ   |        |    |        |
| 帖               | 名     | 帖 | 名     |
| 1                | 桐壺   | 28 | 野分   |
| 2                | 帚木   | 29 | 行幸   |
| 3                | 空蝉   | 30 | 藤袴   |
| 4                | 夕顔   | 31 | 真木柱 |
| 5                | 若紫   | 32 | 梅枝   |
| 6                | 末摘花 | 33 | 藤裏葉 |
| 7                | 紅葉賀 | 34 | 若菜   |
| 8                | 花宴   | 35 | 柏木   |
| 9                | 葵     | 36 | 横笛   |
| 10               | 賢木   | 37 | 鈴虫   |
| 11               | 花散里 | 38 | 夕霧   |
| 12               | 須磨   | 39 | 御法   |
| 13               | 明石   | 40 | 幻     |
| 14               | 澪標   | 41 | 雲隠   |
| 15               | 蓬生   | 42 | 匂宮   |
| 16               | 関屋   | 43 | 紅梅   |
| 17               | 絵合   | 44 | 竹河   |
| 18               | 松風   | 45 | 橋姫   |
| 19               | 薄雲   | 46 | 椎本   |
| 20               | 朝顔   | 47 | 総角   |
| 21               | 少女   | 48 | 早蕨   |
| 22               | 玉鬘   | 49 | 宿木   |
| 23               | 初音   | 50 | 東屋   |
| 24               | 胡蝶   | 51 | 浮舟   |
| 25               | 蛍     | 52 | 蜻蛉   |
| 26               | 常夏   | 53 | 手習   |
| 27               | 篝火   | 54 | 夢浮橋 |

「橋姫」（はしひめ）は、『源氏物語』五十四帖の巻名のひとつ。第45帖。第三部の一部「宇治十帖」の第1帖にあたる。

## 巻名
本巻の巻名は薫が詠んだ和歌「橋姫の心を汲みて高瀬さす棹のしづくに袖ぞ濡れぬる」に因む。本巻は優婆塞の異名を持ち、この異名は俗聖（ぞくひじり）の八の宮を優婆塞と称することに由来している。藤原定家の注釈書『奥入』（第二次）には「優婆塞　一名　橋姫」とあり、青表紙本の最善本とされる大島本は本帖の題名を「優婆塞」としている。『白造紙』に含まれる「源シノモクロク」、聖覚の『源氏物語願文』や了悟の『光源氏物語本事』、『源氏六十三首之歌』も本帖を優婆塞としており、平安時代末期にはかなり有力な異名であったと見られる。

## あらすじ
薫20歳から22歳までの話。

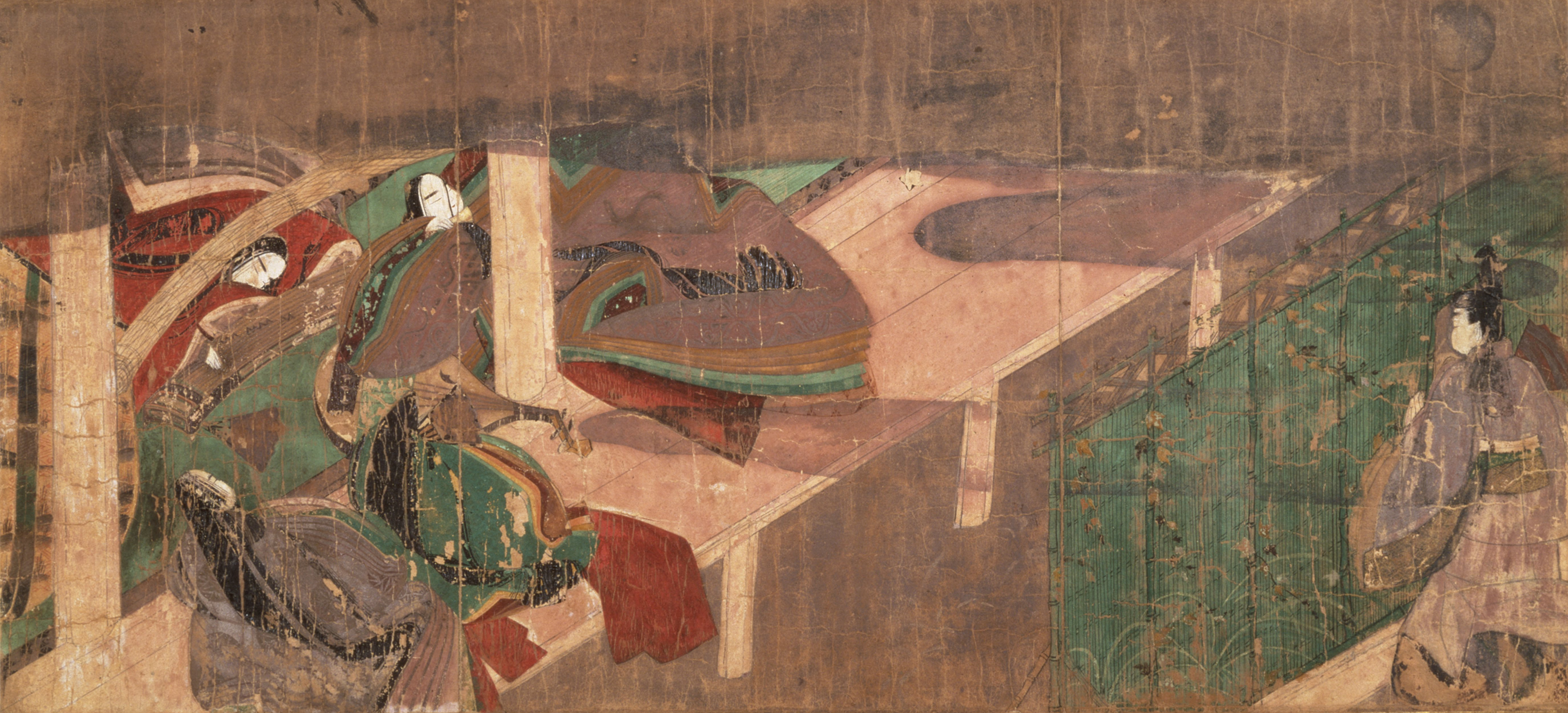
『源氏物語絵巻』橋姫　八の宮の姫君姉妹とかいま見る薫

そのころ、世の中から忘れられた宮がいた。桐壺院の八の宮（第八皇子）で、光源氏の異母弟である。冷泉院の東宮時代、これを廃し代わりに八の宮を東宮に擁立せんとの弘徽殿大后方の陰謀に加担させられたため、時勢が移るとともに零落していったのである。今は北の方に先立たれ、宇治の地で出家を望みながらも二人の姫君（大君、中君）を養育しつつ日一日を過ごしている。宇治山の阿闍梨から彼を知った薫は、その俗聖ぶりに強く惹かれ八の宮のもとに通うようになりますます傾倒してゆく。
通い始めて3年目の秋、八の宮不在の宇治邸を訪れた薫は、有明の月の下で箏と琵琶とを合奏する姫君たちを垣間見る。屈託のない、しかも気品高く優雅な姫君たちに、薫はおのずと心惹かれる。
薫は女房を介して大君に逢いたく思うが、代わりに老女房の弁が現れる。弁は故柏木の乳母子（めのとご、乳母の娘）で、今は八の宮の侍女である。弁は、薫の出生の秘密と柏木の遺言を伝えることを約束する。また薫は、案内してくれた邸の従者に自らが着ていた直衣を贈る。
京に戻ってから薫は大君と弁の言葉が気になって頭から離れない。薫は匂宮に宇治の姫君たちの存在を語り、匂宮はその話題にいたく興味を示し、「ついに薫にも恋が訪れたか」と驚く。
十月上旬、八の宮は姫君たちの存在を薫に打ち明け、死後の後見を託したいと願い出る。
その晩、薫は弁と昔語りをし、弁から手紙の束を入れた袋を受け取る。帰京後、開けてみると柏木と女三宮の手紙の束がひどい黴臭と共に出てきた。女三宮の出産を喜ぶ柏木の死の間際の筆跡のあまりのなまなましさに、薫はとまどいを隠せない。母女三宮を訪ねるが、無心に経を読む尼姿に接した薫は、秘密を知ったことを話す気になれなくなり、ひとり胸中に抱え込もうとするのだった。